# Khalfan Mubarak
Khalfan Mubarak (ur. 9 maja 1995 w Adżmanie) – emiracki piłkarz, występujący na pozycji napastnika w emirackim klubie Al-Jazira oraz w reprezentacji Zjednoczonych Emiratów Arabskich. Uczestnik Pucharu Azji 2019.

## Statystyki

### Klubowe
Na podstawie:
| Klub                 | Sezonów | Liga                    | Liga  | Liga   | Puchar krajowy | Puchar krajowy | Kontynentalne | Kontynentalne | Suma  | Suma   |
| Klub                 | Sezonów | Liga                    | Mecze | Bramki | Mecze          | Bramki         | Mecze         | Bramki        | Mecze | Bramki |
| -------------------- | ------- | ----------------------- | ----- | ------ | -------------- | -------------- | ------------- | ------------- | ----- | ------ |
| Shabab Al-Ahli Dubaj | 1       | UAE Arabian Gulf League | 1     | 0      | 0              | 0              | –             | –             | 1     | 0      |
| Al-Jazira            | 11      | UAE Arabian Gulf League | 153   | 33     | 10             | 2              | 12            | 1             | 175   | 36     |
|                      | Łącznie | Łącznie                 | 154   | 33     | 10             | 2              | 12            | 1             | 176   | 36     |

### Reprezentacyjne
Na podstawie:
| Rozgrywki                   | Faza       | M  | Gol | Żółta kartka | Czerwona kartka |
| --------------------------- | ---------- | -- | --- | ------------ | --------------- |
| Mecze towarzyskie           | –          | 12 | 0   | 0            | 0               |
| Puchar Azji 2019            | Grupa A    | 3  | 1   | 0            | 0               |
| Puchar Azji 2019            | 1/8 finału | 1  | 0   | 0            | 0               |
| Eliminacje MŚ 2022          | Grupa 7    | 6  | 0   | 0            | 0               |
| Puchar Zatoki Perskiej 2023 | Grupa B    | 3  | 0   | 0            | 0               |
| Złoty Puchar CONCACAF 2023  | Grupa B    | 3  | 0   | 2            | 0               |

## Sukcesy
Na podstawie:

### Klubowe
Z Al-Jazira:
- Mistrz Zjednoczonych Emiratów Arabskich: 2016/17, 2020/21